# Christite
La christite è un minerale.